# Dunaszentbenedek
Dunaszentbenedek là một thị trấn thuộc hạt Bács-Kiskun, Hungary. Thị trấn này có diện tích 23,24 km², dân số năm 2010 là 808 người, mật độ 35 người/km².